# Thalle
Pour les articles ayant des titres homophones, voir Tal, Taal et Talle.
 (octobre 2019).
Si vous disposez d'ouvrages ou d'articles de référence ou si vous connaissez des sites web de qualité traitant du thème abordé ici, merci de compléter l'article en donnant les références utiles à sa vérifiabilité et en les liant à la section « Notes et références ».

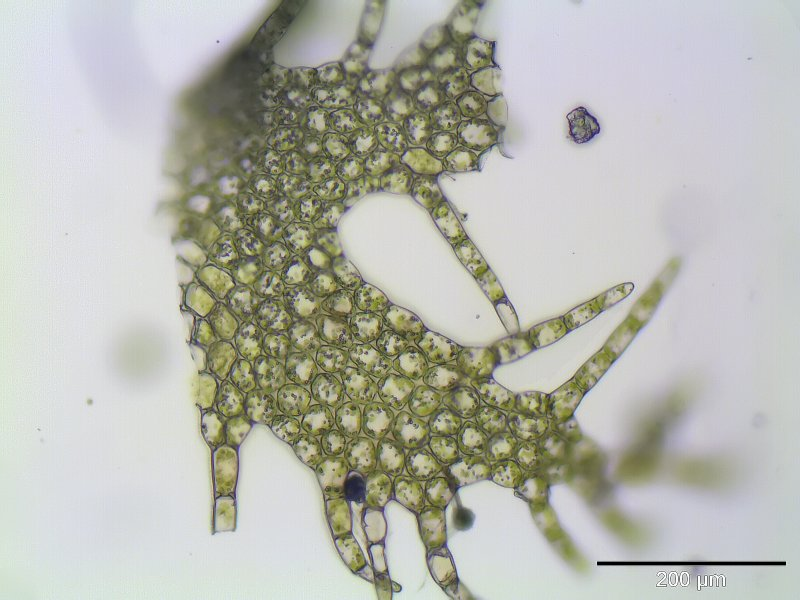
Thalle d'une mousse (ici : Ptilidium pulcherrinum), vu au microscope (grossi 125 fois)

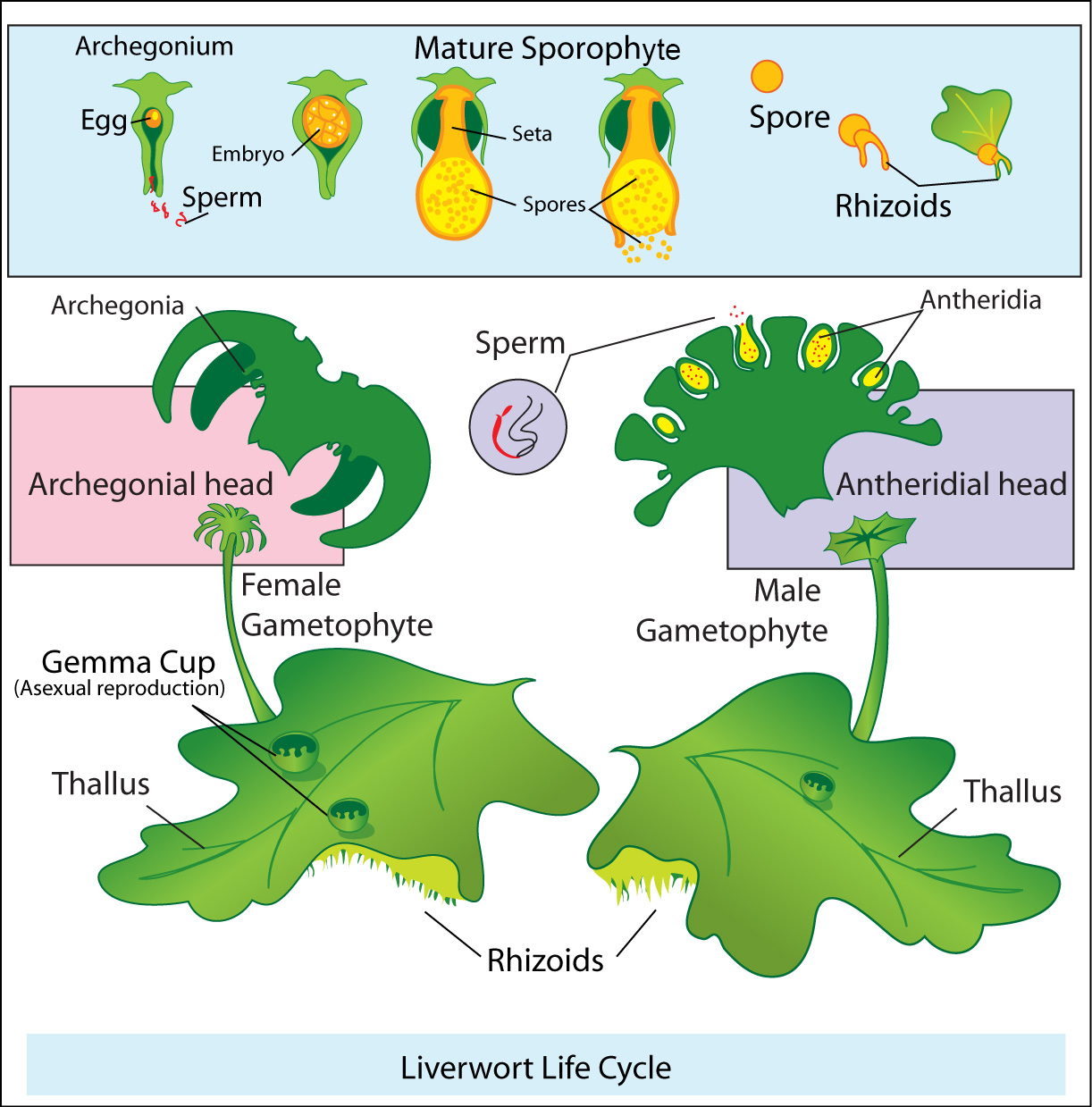
Cycle de vie d'une hépatique (Marchantiophyta)

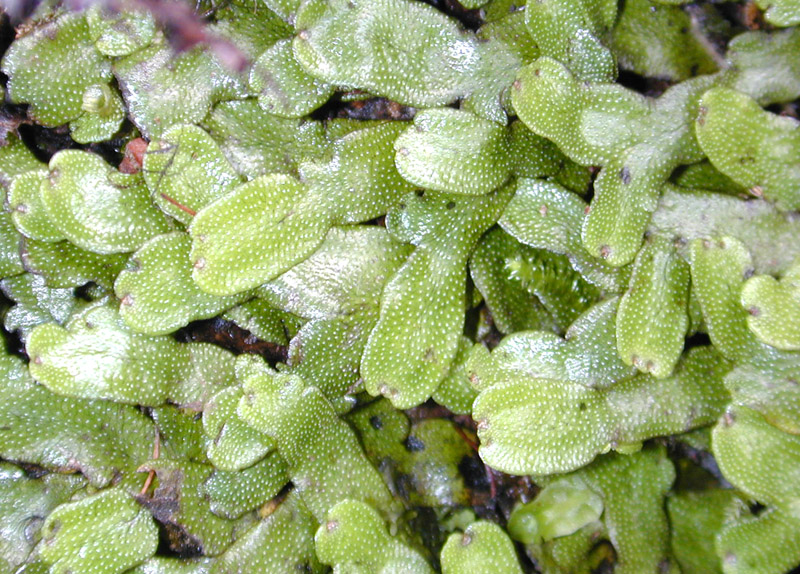
Thalle d'hépatique

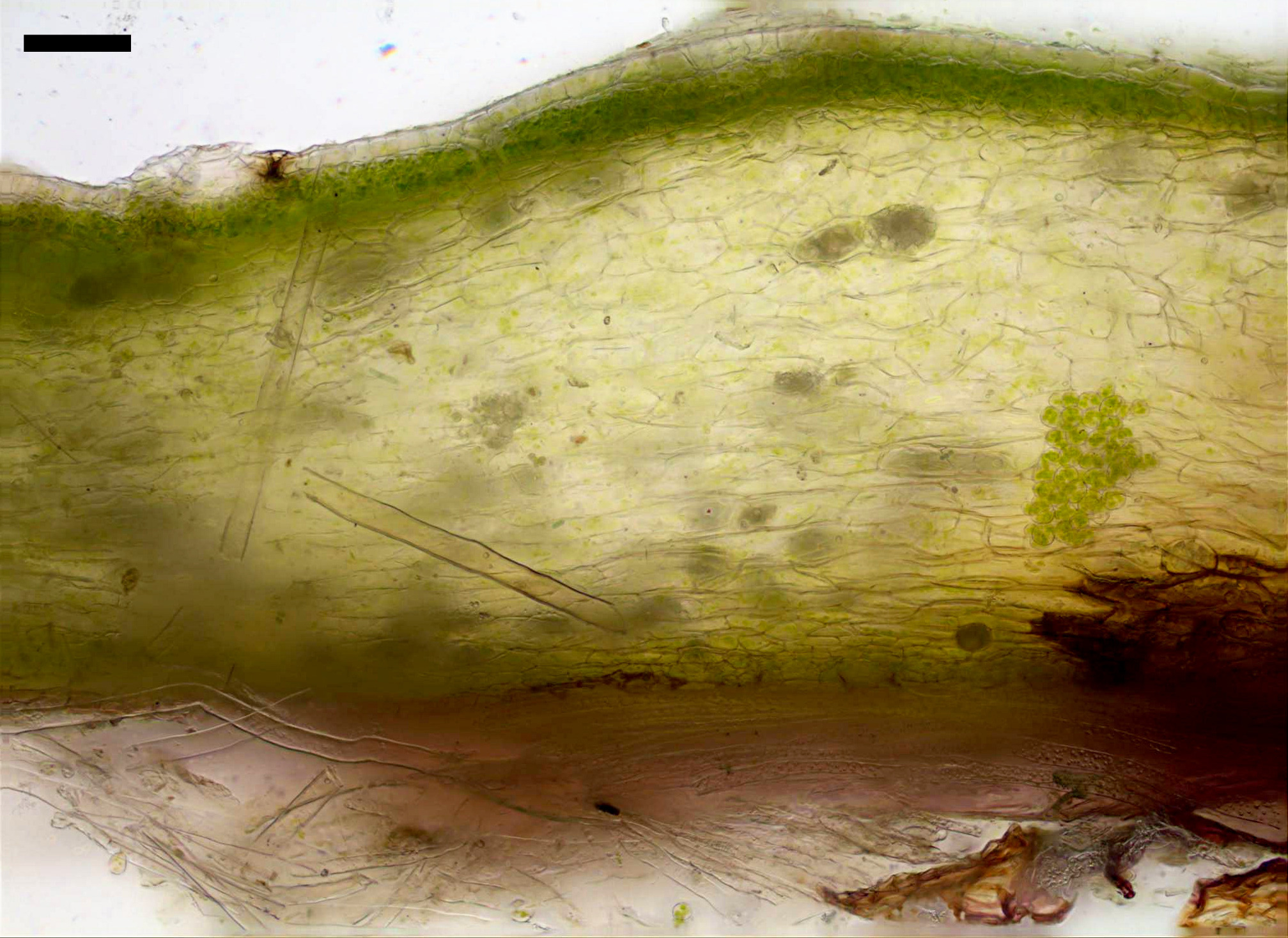
Coupe de thalle d'hépatique (Marchantiophyta)

Un thalle, parfois écrit thalli au pluriel, est le corps végétatif non différencié de certains organismes non mobiles (végétaux, champignons, lichens, algues). 
Cette notion est à opposer chez les végétaux à cormus, appareil végétatif comprenant feuilles, tiges et racines. Le thalle est aussi parfois appelé fronde chez certaines algues et chez les lichens.
L'adjectif épithallin signifie au-dessus de thalle, sur sa surface externe.

## Étymologie
Le terme vient du grec latinisé θαλλός (thallos), qui désignait un rameau, une tige de plante garnie de feuilles. 

## Origine du mot
Le terme de thalle a été créé en 1810 par Erik Acharius dans le but de décrire l'appareil végétatif des lichens. Ce n'est que par la suite que le terme a été appliqué aux champignons et aux végétaux.

## Classification
Les végétaux à thalles étaient autrefois rassemblés dans les « Thallophytes » regroupant des végétaux dits « inférieurs » (algues, champignons, lichens, mousses et hépatiques...).
À Noter: Dans la classification actuelle, aucune espèce ne peut être dite "inférieure" (ou même "primitive").

## Définitions multiples
Bien que les thallophytes n'aient pas, à la différence des cormophytes, d'organes différenciés tels que feuilles, tiges, racines, ils peuvent présenter des structures analogues qui ressemblent à celles de leurs « équivalents ». Ces structures analogues ont des fonctions ou des structures macroscopiques proches, mais qui diffèrent à échelle   microscopique, car leur histologie est différente ; par exemple, aucun thalle n'est constitué de tissus vasculaires.
Ainsi, la laminaire possède un thalle avec des crampons (organe de fixation, mais pas d'assimilation des nutriments), un stipe (qui ressemble à une tige) et une fronde ou lame. Le stipe des Laminaires renferme aussi des tissus conducteurs, les hyphes en trompette (nommés ainsi d'après leur aspect qui s'évase vers les extrémités), mais qui ne sont pas homologues des tissus conducteurs des plantes vertes. 
Le gamétophyte de certains végétaux vasculaires (ptéridophytes ; fougères par exemple) est constitué d'un thalle en forme de lame mince formée de cellules chlorophylliennes issue d'un protonéma, lui-même issu de la germination d’une spore, dit « prothalle ».

## Algologie
Chez les algues, il existe différentes morphologies de thalles. Le thalle le plus réduit est unicellulaire. Il peut être pourvu de flagelles, dans ce cas il est mobile et est dit monadoïde (Chlamydomonas, Peridinium, Euglena, etc.) ; il peut être non flagellé ou amoeboïdes et est dit coccoïde (Chlorella, Diatomées, etc.). Le plus souvent, le thalle est pluricellulaire, les phycologues distinguant les types morphologiques suivants : archéthalle, nématothalle et cladomothalle.

## Lichénologie
En lichénologie, le thalle constitue la partie végétative des lichens. Les lichens étant des organismes symbiotiques (champignon + algue et/ou cyanobactérie), les différents partenaires de la symbiose (mycobiontes et photobiontes) sont présents dans le thalle des lichens. 

### Description
On peut classer les lichens en fonction de la forme du thalle

#### Thalle foliacé
il dérive du thalle filamenteux par juxtaposition de cellules pour former une lame replié sur elle même, le thalle est ainsi formé de deux couches de cellules pressées les unes contre les autres.

#### Thalle crustacé
Étroitement adhérent au substrat (roche, écorce, sol), souvent incrusté dedans. Ce type de thalle est difficile à détacher sans abîmer le substrat. exemple de  Lecidea sp.

#### Thalle complexe
Les thalles complexes sont composés d'un thalle primaire (souvent situé au contact direct du substrat) et d'un talle secondaire (souvent dressé et ramifié, composé de podétions, portant les des apothécies et/ou des pycnides).
Les lichens terricoles et humicoles ont souvent des thalles complexes. C'est notamment le cas de Cladonia foliacea.

### Termes reliés
- Thallin : fait référence au thalle, cela signifie littéralement "du thalle".

## Mycologie
Le thalle des champignons est constitué d'un ensemble de filaments, les hyphes, souvent assemblés en mycélium ou en stroma. 
On distingue plusieurs types de thalles. Il peut être unicellulaire chez les levures:
- Mobile: qui peut se déplacer avec des pseudopodes chez certains champignons inférieurs. 
- Immobile: c'est le cas des chytridiales.
On retrouve également des thalles filamenteux, siphonnés ou septés, ainsi que des thalles dissociés bourgeonnants (ou levuriformes).